# Myotis simus
Myotis simus là một loài động vật có vú trong họ Dơi muỗi, bộ Dơi. Loài này được Thomas mô tả năm 1901.

## Hình ảnh

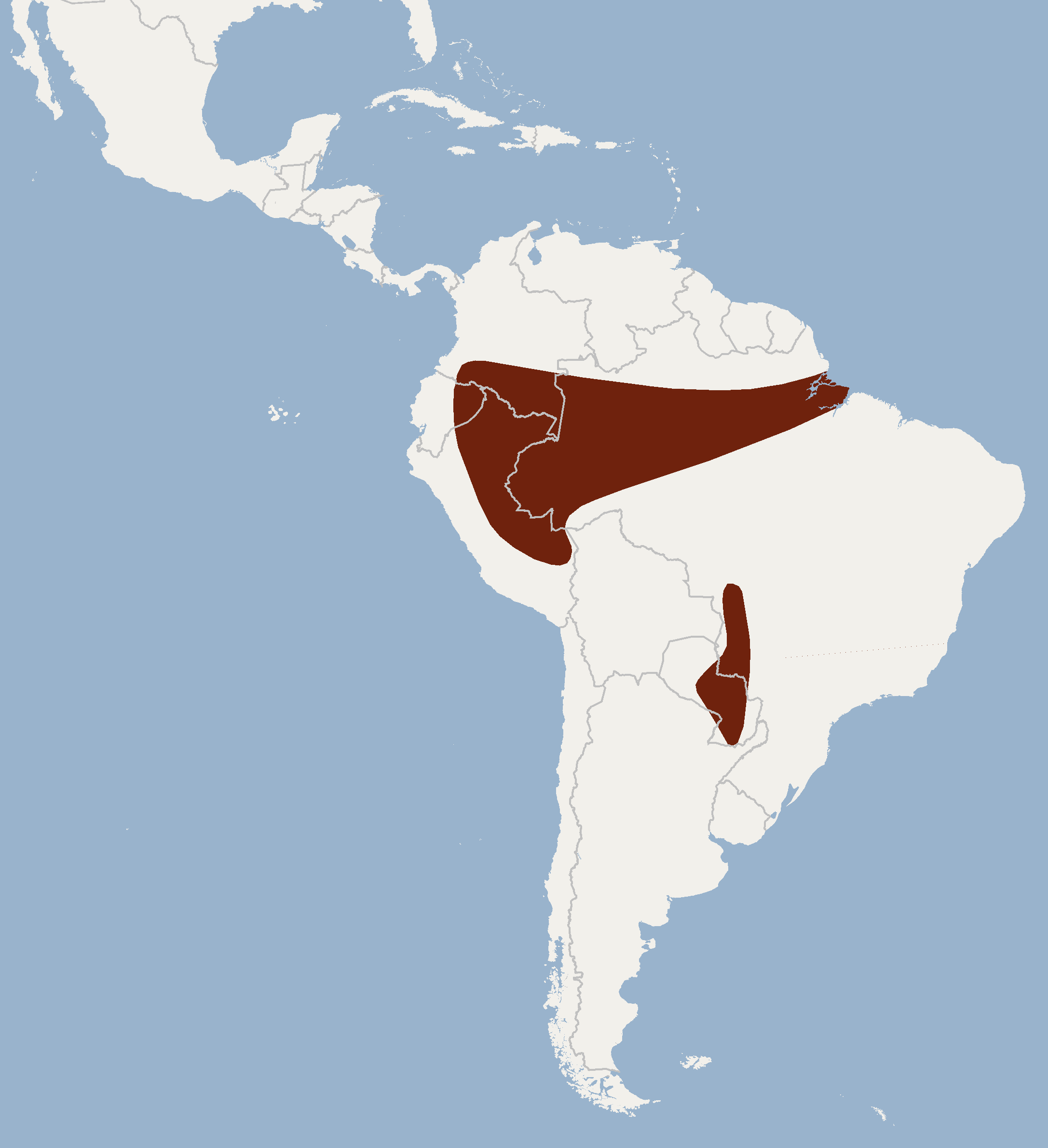